# Oedogoniomyces
Oedogoniomyces är ett släkte av svampar. Oedogoniomyces ingår i familjen Oedogoniomycetaceae, ordningen Monoblepharidales, klassen Monoblepharidomycetes, divisionen pisksvampar och riket svampar.
| Oedogoniomyces | \| \| Oedogoniomyces lymnaeae \| \| \| \| |
|                | \| \| Oedogoniomyces lymnaeae \| \| \| \| |
|                | Oedogoniomyces lymnaeae                   |
|                |                                           |

|  | Oedogoniomyces lymnaeae |
|  |                         |